# Littletown
Littletown és una concentració de població designada pel cens dels Estats Units a l'estat d'Arizona. Segons el cens del 2000 tenia 1.010 habitants.

## Demografia
Segons el cens del 2000, Littletown tenia 1.010 habitants, 313 habitatges, i 244 famílies La densitat de població era de 866,6 habitants/km².
Dels 313 habitatges en un 41,2% hi vivien nens de menys de 18 anys, en un 55% hi vivien parelles casades, en un 16% dones solteres, i en un 22% no eren unitats familiars. En el 17,3% dels habitatges hi vivien persones soles el 4,2% de les quals corresponia a persones de 65 anys o més que vivien soles. El nombre mitjà de persones vivint en cada habitatge era de 3,23 i el nombre mitjà de persones que vivien en cada família era de 3,66.
Per edats la població es repartia de la següent manera: un 33,6% tenia menys de 18 anys, un 10,7% entre 18 i 24, un 26,5% entre 25 i 44, un 22,8% de 45 a 60 i un 6,4% 65 anys o més.
L'edat mediana era de 30 anys. Per cada 100 dones de 18 o més anys hi havia 92,3 homes.
La renda mediana per habitatge era de 35.833 $ i la renda mediana per família de 35.046 $. Els homes tenien una renda mediana de 26.394 $ mentre que les dones 17.396 $. La renda per capita de la població era de 8.892 $. Aproximadament el 7,7% de les famílies i el 9,7% de la població estaven per davall del llindar de pobresa.

## Poblacions més a prop
El següent diagrama mostra les poblacions més a prop.